# Thomas Galbraith (2. baron Strathclyde)
Thomas Galloway Dunlop du Roy de Blicquy Galbraith, znany też jako Thomas Strathclyde (ur. 22 lutego 1960 w Glasgow) – brytyjski arystokrata i polityk, członek Partii Konserwatywnej, par dziedziczny. Od 12 maja 2010 do 7 stycznia 2013 był przewodniczącym Izby Lordów i kanclerzem Księstwa Lancaster.

## Życiorys

### Pochodzenie i młodość
Pochodzi z rodziny o dużych tradycjach politycznych. Jego dziadek i imiennik, Thomas Galbraith, przez piętnaście lat (1940-55) zasiadał w Izbie Gmin, po czym otrzymał dziedziczny tytuł barona Strathclyde i resztę życia spędził w Izbie Lordów. Ojciec, znany jako Tom Galbraith, był członkiem parlamentu przez 34 lata (1948-1982), lecz nie zdążył przed śmiercią odziedziczyć tytułu lordowskiego. W efekcie, gdy najstarszy Galbraith zmarł w 1985, jego tytuł i miejsce w Izbie Lordów przeszły na 25-letniego wówczas Thomasa.

### Kariera polityczna
Młody lord Strathclyde oficjalnie zaczął pracę w parlamencie w 1986, łącząc ją z karierą zawodową w sektorze ubezpieczeniowym, a później w branży nieruchomości, z którą związany jest do dziś. W 1988 został jednym z whipów ówczesnego konserwatywnego rządu w izbie wyższej. W 1989 został ministrem turystyki, nie wszedł jednak w skład gabinetu (w Wielkiej Brytanii jego członkami zostają jedynie najważniejsi z ok. stu powoływanych w każdym rządzie ministrów). Następnie, w latach 1990-1992 był wiceministrem ds. Szkocji, a później zajmował podobne stanowiska w resortach handlu i przemysłu oraz środowiska. W 1994 został głównym whipem Partii Konserwatywnej w Izbie Lordów.
W 1998 został mianowany szefem frakcji konserwatywnej i zarazem liderem opozycji w izbie wyższej. Po reformie Izby z 1999 roku, która radykalnie ograniczyła liczbę zasiadających w niej parów dziedzicznych, znalazł się wśród 92 arystokratów, którzy zachowali miejsce w parlamencie. Po wyborach w 2010 roku, gdy Partia Konserwatywna powróciła do władzy (w koalicji z Liberalnymi Demokratami), był naturalnym kandydatem na nowego przewodniczącego Izby Lordów w randze członka gabinetu. Odszedł z rządu w dniu 7 stycznia 2013, motywując to chęcią powrotu do biznesu.

## Odznaczenia
W 2013 został odznaczony Orderem Kawalerów Honorowych za swoje zasługi dla Izby Lordów.